# Dutch Basketball League 2020/21
Het Dutch Basketball League (DBL) seizoen 2020/21 was het 79e en laatste seizoen van de Nederlandse basketbal-Eredivisie. In het seizoen 2020-2021 wordt eerst één ronde uit- en thuiswedstrijden gespeeld. Daarna wordt de competitie opgesplitst op basis van de stand in een Elite A poule en een Elite B poule, met elk 6 teams. Er zijn 8 play-off plaatsen te verdelen. Elite A speelt in een volledige competitie van 10 wedstrijden om de positie 1 t/m 6 en het thuisvoordeel. Elite B speelt in een volledige competitie van 10 wedstrijden om de laatste 2 play-off plaatsen 7 en 8.

## Clubs

### Algemeen[2]
| Club                     | Plaats           | Stadion                   | Cap.  | Hoofdcoach           | Shirtsponsor | Hoofdsponsor      |
| ------------------------ | ---------------- | ------------------------- | ----- | -------------------- | ------------ | ----------------- |
| Aris Leeuwarden          | Leeuwarden       | Sportcentrum Kalverdijkje | 1.700 | Anne van Dijk (a.i.) | Jako         | Friezon           |
| Yoast United             | Bemmel           |                           |       | Matthew Otten        |              |                   |
| Almere Sailors           | Almere           |                           |       | Eric Kropf           |              |                   |
| The Hague Royals         | Den Haag         |                           |       | Bert Samson          |              |                   |
| Apollo Amsterdam         | Amsterdam        | Apollohal                 | 1.500 | Patrick Faijdherbe   | Adidas       | Paul Meijering    |
| BAL                      | Weert            | Sporthal Boshoven         | 1.000 | Radenko Varagic      | Spalding     |                   |
| Den Helder Suns          | Den Helder       | Sporthal Sportlaan        | 1.000 | Peter van Noord      | Burned       | Envinity          |
| Feyenoord Basketbal      | Rotterdam        | Topsportcentrum Rotterdam | 1.000 | Jan Stalman (a.i.)   | Klupp        | Forward Lease     |
| Heroes Den Bosch         | 's-Hertogenbosch | Maaspoort Sports & Events | 2.700 | Ivica Skelin         | Burned       | New Heroes        |
| Donar                    | Groningen        | MartiniPlaza              | 4.350 | Erik Braal           | Macron       | HEPRO             |
| Landstede Hammers        | Zwolle           | Landstede Sportcentrum    | 1.200 | Herman van den Belt  | Burned       | Landstede         |
| Zorg en Zekerheid Leiden | Leiden           | Vijf Meihal               | 2.000 | Rolf Franke          | Peak         | Zorg en Zekerheid |

### Reguliere competitie
| Positie | Club                               | Gs | W | V  | Pnt | PV   | PT   |
| ------- | ---------------------------------- | -- | - | -- | --- | ---- | ---- |
| 1       | Zorg & Zekerheid Leiden            | 11 | 9 | 2  | 18  | 1022 | 838  |
| 2       | Donar                              | 11 | 9 | 2  | 18  | 924  | 736  |
| 3       | Landstede Hammers                  | 11 | 9 | 2  | 18  | 956  | 783  |
| 4       | Heroes Den Bosch                   | 11 | 8 | 3  | 16  | 951  | 836  |
| 5       | Den Helder Suns                    | 11 | 7 | 4  | 14  | 939  | 866  |
| 6       | Zeeuw & Zeeuw Feyenoord Basketball | 11 | 7 | 4  | 14  | 890  | 760  |
| 7       | Yoast United                       | 11 | 6 | 5  | 12  | 898  | 876  |
| 8       | Basketbal Academie Limburg         | 11 | 5 | 6  | 10  | 854  | 886  |
| 9       | Apollo Amsterdam                   | 11 | 2 | 9  | 4   | 777  | 941  |
| 10      | Aris Leeuwarden                    | 11 | 2 | 9  | 4   | 709  | 852  |
| 11      | The Hague Royals                   | 11 | 1 | 10 | 2   | 663  | 912  |
| 12      | Almere Sailors                     | 11 | 1 | 10 | 2   | 755  | 1052 |

|  | Elite A Poule |
|  | Elite B Poule |

1960–1968 · 1968/69 · 1969–1977 · 1977/78 · 1978–2000 · 2000/01 · 2001/02 · 2002/03 · 2003/04 · 2004/05 · 2005/06 · 2006/07 · 2007/08 · 2008/09 · 2009/10 · 2010/11 · 2011/12 · 2012/13 · 2013/14 · 2014/15 · 2015/16 · 2016/17 · 2017/18 · 2018/19 · 2019/20 · 2020/21 · 2021/22